# Vedran Princ
Vedran Princ (Mostar, 20. prosinca 1982.) je hrvatsko-bosanskohercegovački profesionalni košarkaš koji trenutačno nastupa za HKK Zrinjski Mostar. Igra na poziciji razigravača, iako mu nije strano igrati i bek šutera. Sa Zrinjskim je potpisao do 2019.godine. 

## Karijera
17. srpnja 2009. potpisao je novi jednogodišnji ugovor s Cibonom Zagreb uz mogućnost produženja na još jednu. U sezoni 2008./09. postizao je oko tri koša i jednu asistenciju za trinaestak minuta po utakmici. Međutim, u hrvatskoj Ligi za prvaka i doigravanju, pravilo da na parketu mogu igrati samo dva stranca, odlično je iskoristio i udvostručio svoje brojke.

## Reprezentativna karijera
Bio je član Bosanskohercegovačke košarkaške reprezentacije na Eurobasketu 2005. koji se je održavao u Srbiji.

## Trofeji
Bosanskohercegovački košarkaški kup (2)
- KK Široki ERONET: 2003./04. i 2005./06.

Bosanskohercegovačka košarkaška liga (3)
- KK Široki Prima pivo: 2003./04. i 2006./07.
- Zrinjski Mostar: 2017./18.

## Vanjske poveznice
- Profil u NLB ligi